# Sudoriferum
Als Sudoriferum (Plural Sudorifera [remedia]), Diaphoretikum oder Hidrotikum wird ein Arzneimittel mit schweißtreibender Wirkung bezeichnet. Ein Sudoriferum findet unter anderem Anwendung als unterstützende Maßnahme bei Erkältungskrankheiten.
Siehe auch: Schwitzkur